# Héctor Aizpuru
Héctor Aizpuru Holguín (Monterrey, 10 ottobre 1940 – Mexicali, 8 maggio 2025) è stato un cestista messicano.

## Carriera
Con il Messico ha disputato una edizione dei Mondiali (1959) e una dei Giochi olimpici (1960).